# Демарест (Њу Џерзи)
Демарест (енгл. Demarest) град је у америчкој савезној држави Њу Џерзи.

## Демографија
По попису из 2010. године број становника је 4.881, што је 36 (0,7%) становника више него 2000. године.
| Група             | 2000.         | 2010.         |
| Белци             | 3.616 (74,6%) | 3.273 (67,1%) |
| Афроамериканци    | 24 (0,5%)     | 31 (0,6%)     |
| Азијати           | 981 (20,2%)   | 1.289 (26,4%) |
| Хиспаноамериканци | 167 (3,4%)    | 216 (4,4%)    |
| Укупно            | 4.845         | 4.881         |